# 강릉 석불입상
강릉 석불입상(江陵 石佛立像)은 대한민국 강원특별자치도 강릉시 죽헌동, 강릉시립박물관 내에 있는 석불이다. 1984년 6월 2일 강원특별자치도의 문화재자료 제3호로 지정되었다.

## 개요
강릉시 옥천동에 있던 것을 1992년 오죽헌 시립박물관으로 이전한 높이 1.78m의 석불상이다. 대좌(臺座)와 불신은 다른 돌로 만들었으며, 머리와 몸통은 2조각 나 있던 것을 보수하였다.
머리에는 작은 소라 모양의 머리칼을 붙여 놓았으며, 정수리 부분에 있는 상투 모양의 머리묶음은 마멸이 심해 흔적을 찾아볼 수 없다. 타원형의 얼굴에 코는 길쭉하며, 눈은 가늘게 찢어졌고, 입은 비교적 불륨있게 표현하였다.
옷은 양 어깨를 감싸고 있는데 옷주름이 평판적으로 처리되었으며, 가슴에는 3가닥의 속옷 자락이 표현되어 있다. 오른손은 손바닥을 밖으로 해서 들고 있으며, 오른손은 아래로 향하고 있으나 파손되었다.
원만한 얼굴 표정은 신라 불상의 얼굴을 연상시키지만 어깨가 지나치게 좁은 점, 평판적인 옷주름, 연꽃무늬 대좌 형식 등으로 보아 고려 중기에 만들어진 것으로 추정된다.

## 참고 자료
- 강릉석불입상 - 국가유산청 국가유산포털